# Akrópolis
Akrópolis (en ucraïnès: Акрополіс, rus: Акрополис) és un poble de la República Autònoma de Crimea a Ucraïna, que el 2014 tenia 465 habitants. Pertany al districte de Simferòpol.